# Pogroms en Russie
Pour un article plus général, voir Histoire des Juifs en Russie.

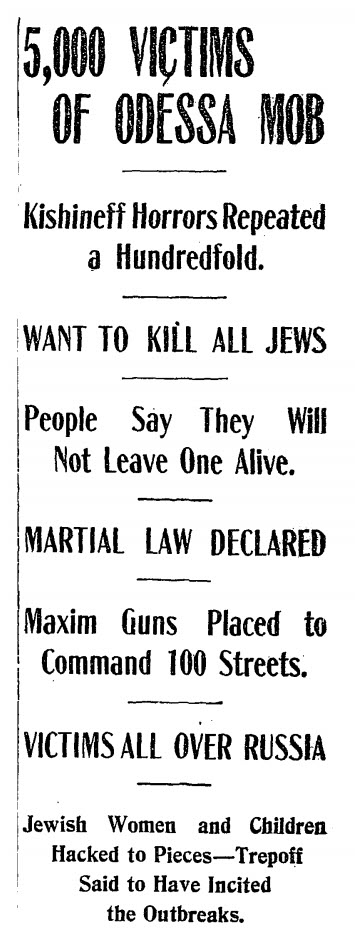
Presse new-yorkaise se faisant l'écho de massacres de la population juive en Russie et du désir de génocide (3 novembre 1905)

Les pogroms antisémites en Russie sont des actions de masse violentes envers les Juifs, en tant que minorité nationale et religieuse, qui se déroulèrent dans l'Empire russe jusqu'en 1917, puis en Biélorussie et en Ukraine, en 1919, lors des interventions étrangères et de la guerre menée par les armées blanches contre la Russie révolutionnaire. Les pogroms sont une des manifestations typiques de l’antisémitisme,.

## Origine russe du terme «pogrom»
L’expression « pogroms antisémites en Russie » n’est pas un pléonasme car d’autres minorités furent également victimes de pogroms, mot russe signifiant « destruction, pillage, émeute » et s’appliquant de façon neutre à tout groupe.
Des pogroms surviennent à des époques différentes dans divers pays où vivent des Juifs. Mais, comme l’écrit la « Petite encyclopédie juive », c’est dans l’Empire russe au XIXe siècle qu’il faut chercher l’origine du mot « pogrom » et du lien établi avec l’antisémitisme. Du fait même de l’occurrence de nombreux pogroms dirigé contre des Juifs en Russie, le mot russe pogrom ((ru)Погро́м) pour désigner ces agressions est en effet passé dans toutes les langues européennes. Dans le cas d’une destruction complète, c’est le terme razgrom qui est utilisé ou encore celui de reznia signifiant « massacre ». La connotation antisémite du terme apparait avec son emprunt dans des langues étrangères, et est moins marquée en russe.
En français, le terme désignant initialement un mouvement antisémite a retrouvé par extension le sens premier russe d’« émeute meurtrière », mais dans certaines sources on trouve aussi les termes « soulèvement » ou « révolte » qui sont impropres car les émeutiers en question ne se soulèvent pas contre le pouvoir, mais agressent les minorités.

## Pogroms intervenus avant leXIXesiècle
Malgré une présence juive ancienne dans la Rus' de Kiev — on recense un pogrom antisémite à Kiev en 1113 —, le nombre de Juifs en Russie fut restreint jusqu’à la seconde moitié du XVIIIe siècle. Simon Dubnow remarque que : « En Pologne, au Moyen Âge, le nombre de Juifs s’accrut continument du fait de l'afflux des migrations en provenance de l’Ouest, alors que la Rus’ voisine leur était pratiquement fermée ». Après le partage de la Rzeczpospolita, des centaines de milliers de Juifs se retrouvèrent sous juridiction russe,,.
Une zone de Résidence de la population juive fut créée dans vingt-cinq des divisions administratives de l’Empire, dont les dix voïvodies de la Pologne russe et quinze gouvernements impériaux : un en Moldavie russe, deux en Lituanie, quatre en Biélorussie et huit en Ukraine : il était très difficile aux Juifs d’obtenir des dérogations pour s’établir hors de ces vingt-cinq divisions. À cette zone de Résidence russe s’ajoutaient d’autres zones où la population juive était importante, en Allemagne et en Autriche-Hongrie où elle était relativement protégée des persécutions, mais les frontières entre ces empires rendaient les échanges malaisés, et le professeur Samuel Ettinger de l’université hébraïque de Jérusalem écrit que : « le partage de la Pologne entre la Russie, l’Autriche et la Prusse, provoqua un bouleversement violent dans la vie de la population juive ».
En 1914 la communauté juive de l’Empire russe comptait 5 millions de personnes, soit la moitié de la population juive mondiale, malgré une forte émigration vers les États-Unis (1,5 million entre 1861 et 1914). Celle-ci était stimulée par les restrictions imposées aux Juifs de l’Empire russe, cantonnés dans la « zone de Résidence » et exclus ou limités en nombre dans plusieurs domaines de la vie économique, publique et intellectuelle.

## Pogroms de 1821—1902

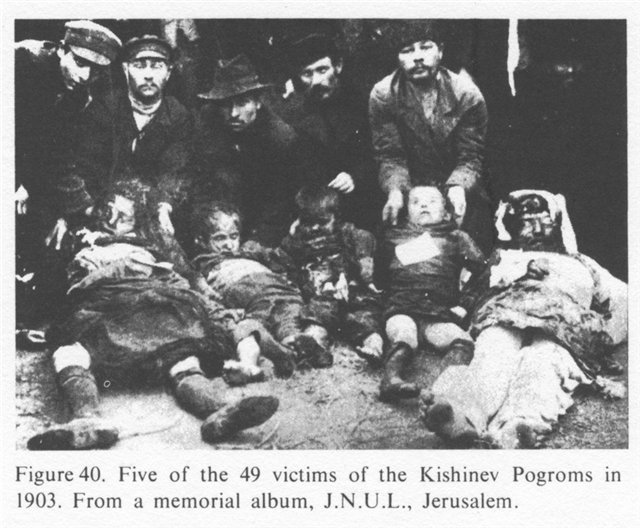
Pogrom de Kichinev en 1903.

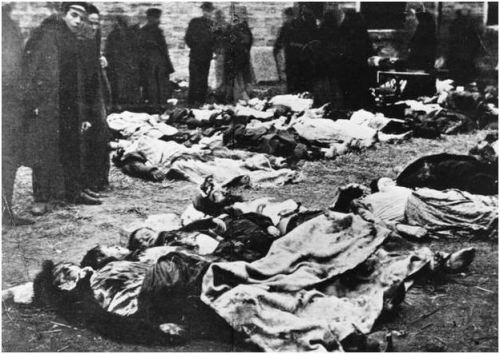
Pogrom de Kichinev en 1903.

Le premier pogrom recensé dans l’Empire russe se déroula en 1821 à Odessa à la suite d’une rumeur malveillante affirmant la participation de Juifs au meurtre, à Constantinople, du patriarche grec orthodoxe Grégoire V de Constantinople. En 1849, 1859 et 1871, des pogroms se déroulèrent encore à Odessa où, en 1871, des centaines de magasins, tavernes et maisons juives furent pillés et saccagés (sans qu’il y eut toutefois de morts).
En 1862, un pogrom se déclencha à Akkerman, dans l’actuelle Ukraine. La plupart des participants étaient des Grecs de la ville, concurrents commerciaux directs des juifs. Le pogrom d’Odessa fut organisé par des marchands grecs en réponse au fait que les Juifs leur auraient ravi le contrôle de la plupart des banques et de l’exportation.
Le règne d’Alexandre III de Russie fut marqué, à ses débuts, par les pogroms des années 1881 et 1882,,. Ces pogroms se produisirent dans un contexte d’instabilité politique de la Russie impériale, après l’assassinat d'Alexandre II de Russie par « Narodnaïa Volia », le 1er mars 1881. À partir de là, des rumeurs circulent affirmant que le nouveau tsar, Alexandre III, aurait donné au peuple le droit de « battre les Juifs » en guise de représailles. La première vague de violences, de pillages et de massacres commence et durera jusqu’en 1884. Le plus grand nombre de pogroms survient dans la zone de Résidence où les Juifs étaient les plus nombreux et où, cent ans plus tôt, ils affermaient les grandes propriétés foncières de l'aristocratie polonaise catholique, où travaillaient les serfs ukrainiens orthodoxes, que les popes excitaient contre les « tueurs du Christ ». L'ambiance d'anarchie, l'apparente incapacité ou la réelle réticence des autorités russes à contrôler la violence des cosaques ou des civils, ont un impact majeur sur le psychisme du Juif ukrainien moyen.
C'est dans cette situation que surviennent les premiers frémissements du sionisme moderne en Ukraine, articulé par le mouvement Bilou qui envoie, en 1882, ses premiers colons fonder des communautés en Palestine. Plus tard, la Jewish Colonization Association prendra le relais, pas seulement vers la Palestine mais vers beaucoup d'autres destinations. D’autres, pas partisans de l’émigration, sont attirés par le hassidisme ou encore par les mouvements révolutionnaires, notamment le Bund (Union générale des travailleurs juifs). Environ deux millions de Juifs, principalement des non-religieux, émigrent entre 1881 et 1914, principalement vers les États-Unis. Cette forte émigration n'eut cependant que peu d'influence sur le nombre d'habitants juifs de la Zone qui reste stable aux environs de cinq millions de personnes, en raison d'un taux de mortalité infantile sensiblement plus bas parmi les Juifs, majoritairement urbains, de classe moyenne et se livrant à des ablutions régulières, que parmi la population chrétienne, majoritairement paysanne et peu instruite[source insuffisante].
Dans les années 1890, les pogroms recommencèrent. Selon une déclaration du gouverneur de Nijni Novgorod : « …dans la population apparaît un sentiment de totale impunité quant aux crimes les plus graves, lorsqu’ils sont commis à l’encontre de Juifs ». À Starodoub (gouvernement de Tchernigov), le 29 septembre 1891, se déroula un pogrom, dont les marchands locaux, mécontents de la concurrence de la part des Juifs, furent les principaux participants.
En 1895 un pogrom eut lieu à Koutaïssi dans l’actuelle Géorgie. En 1897, dans le bourg de Chpola, gouvernement de Kiev, (les 18—19 février) et dans le bourg de Kantakouzenka, gouvernement de Kherson (les 16 et 17 avril), des meneurs locaux saccagèrent et pillèrent des magasins et des maisons appartenant aux Juifs. Quelques habitants prévinrent les autorités de la préparation de ce pogrom, mais les détachements de soldats arrivèrent trop tard. Du 19 au 21 avril 1899, au moment des fêtes de Pâques, eut lieu un troisième pogrom à Nikolaïev (Gouvernement de Kherson).
Si ces pogroms commis par des chrétiens orthodoxes restèrent impunis, en revanche la tentative des catholiques Polonais d'organiser un pogrom à Częstochowa en 1902, fut écrasée par les forces russes avec détermination ; les meneurs furent sévèrement sanctionnés.

## Pogroms des années 1903—1907

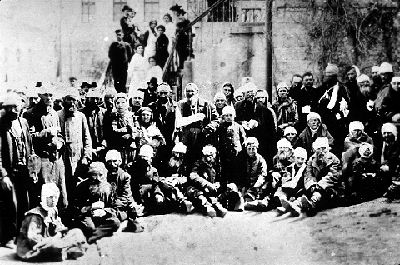
Blessés juifs réfugiés en Allemagne après les pogroms en Russie de 1903.

Durant les années 1903-1905, les pogroms sont liés à l'agitation révolutionnaire que connaît la Russie. Les 6 et 7 avril 1903, lors de la Pâque orthodoxe et de la Pâque juive, eurent lieu les violents
Pogroms de Kichinev de 1903, provoqués par des calomnies et l'accusation à l'encontre des Juifs de meurtres rituels dans les environs de Dubăsari et par des appels antisémites parus dans le journal Bessarabetz (« Le bessarabien » en russe), dont le rédacteur était Pavel Krouchevan. 49 personnes furent tuées et 586 blessées, environ 1 500 maisons et magasins pillés et détruits. Les organisations juives de Russie et d'autres régions firent preuve de solidarité vis-à-vis des victimes de ce pogrom. Haïm Nahman Bialik, visitant Kichinev pour rassembler des informations sur place, écrivit sous l'inspiration de ce qu'il avait vu, le poème Légendes du pogrom. Beaucoup de représentants de l'« intelligentzia » russe, comme Léon Tolstoï, Vladimir Korolenko et d'autres encore, se manifestèrent pour décrire leur indignation face à ces pogroms de Kichinev. Les descriptions de ces crimes, dans l'édition du 28 avril 1903 du journal New York Times aux États-Unis, ont alerté l'opinion mondiale sur le scandale de ce pogrom suscité par des calomnies envers la communauté juive. Le tollé qui en résulta fut accentué par le fait que la justice russe ne fit montre dans les peines infligées, d'aucune sévérité à l'encontre des assassins, pillards et vandales.
Après les pogroms de Kichinev, dans la plupart des ouïezds, furent créés des « milices juives d'auto-défense ». Leurs détachements eurent à faire face au pogrom de Gomel, le 29 août et le 1er septembre 1903, contribuant à en limiter les effets. De même en août-septembre 1904, dans les villes et villages d'Ukraine et de Biélorussie, des conscrits appelés pour la guerre russo-japonaise, organisèrent une série de pogroms. Ceux de la ville d'Oleksandriïa furent les plus cruels du gouvernement de Kherson. La foule fit irruption dans la synagogue le jour du Yom Kippour et tua environ vingt personnes en prière.

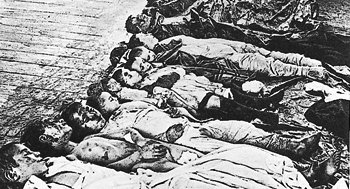
Iekaterinoslav, enfants juifs victimes des pogroms, 1905.

Durant la période de la révolution de 1905, le premier pogrom se produisit à Melitopol les 18 et 19 avril 1905. Dans un réflexe de légitime défense, les jeunesses juives s'y opposèrent, reçurent du renfort mais se mirent aussi à dévaster les magasins et boutiques des chrétiens, le plus souvent arméniens et grecs dans cette ville, ce qui amena des russes et ukrainiens à s'y joindre : ce fut un pillage généralisé. Le 19 avril, l'intervention de l'armée fit cesser les violences.

Les raisons invoquées du pogrom du 22 avril 1905 à Simferopol furent la rumeur suivant laquelle des jeunes Juifs auraient profané une icône. Ce pogrom fut également arrêté par les forces juives d'auto-défense et par des éléments de la police.

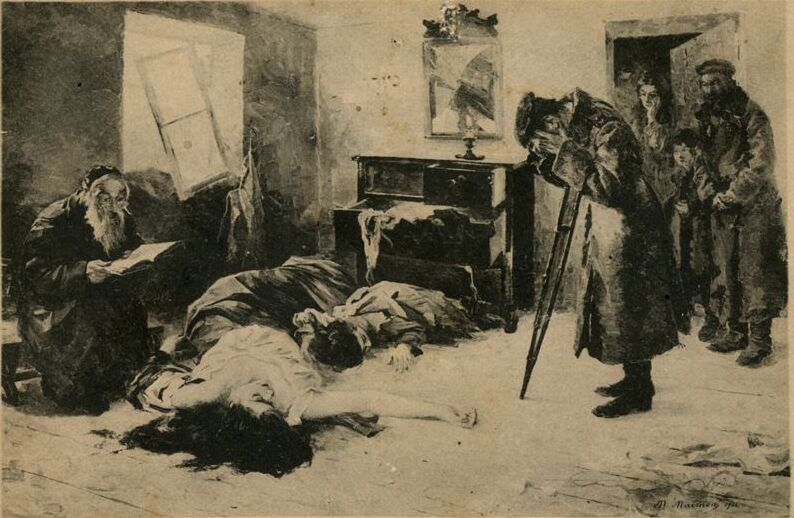
(ru) Moïse Maymona « Опять на родине » (« Enfin au pays ! »), 1906.

Le troisième jour du pogrom de Jitomir, de par sa violence (vingt Juifs environ furent tués à Jitomir, dix au village de Troïanov, et quelques autres encore dans les localités environnantes) semble bien une répétition des vagues de pogroms qui sévirent en octobre 1905. En effet, les désordres commencèrent après que se fut répandue une rumeur calomnieuse selon laquelle, dans les faubourgs, des Juifs auraient tiré sur un portrait du Tsar. Les soldats défendirent alors les organisateurs du pogrom et empêchèrent la défense juive de s'y opposer.
Le 26 mai, à Minsk, et le 29 mai 1905, à Brest (Biélorussie), les soldats et les cosaques tirèrent sur les Juifs dans les rues.
Le 30 juin 1905, à Bialystok, un anarchiste juif jeta une bombe sur une patrouille de soldats dans une rue animée. L'explosion de l'engin blessa un officier, quatre soldats, l'anarchiste lui-même et tua un militant du Bund. En réplique à cet attentats, les soldats fusillèrent des Juifs dans les rues de Bialystok ; une dizaine d'entre eux furent tués et une dizaine d'autres furent blessés.
Lors de pogroms du 20 juillet 1905, à Ekaterinoslav, les forces juives d'auto-défense se montrèrent très actives : il y eut davantage de victimes tuées ou blessées au sein des organisateurs du pogrom que parmi les Juifs.
À la fin du mois de juillet 1905, dans les faubourgs de la ville de Makarevo (gouvernement de Nijni Novgorod) survint également un pogrom. À Kertch, le 31 juillet, une manifestation patriotique russe (avec à sa tête le gouverneur de province), se transforma en pogrom contre les Juifs. Durant le pogrom, par ordre du gouverneur, la troupe ouvrit le feu contre les brigades juives d'auto-défense ; deux de leurs membres furent tués (l'un des deux était un gymnaste connu du nom de P. Kirylenko). À ce pogrom se joignirent les dockers du port et des Tsiganes venus des alentours pour participer au pillage des biens appartenant aux Juifs. Après ce pogrom, un autre eut encore lieu à Ieni-Kale, d'où tous les juifs furent obligés de s'enfuir.

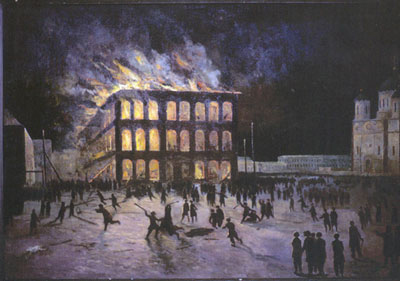
Pogrom des Cent-Noirs de 1905 à Tomsk

Après la publication par le Tsar Nicolas II de Russie du Manifeste d'octobre, en 1905, l'une des plus importantes vagues de pogroms de la Russie tsariste déferla sur le sud et au sud-ouest de la Zone de Résidence. Selon l'historien S.A. Stepanov, en octobre 1905, se déroulèrent jusqu'à 690 pogroms, dans 102 villes et bourgades différentes. Les victimes étaient pour la plupart juives mais aussi arméniennes, grecques, moldaves et tatares,. Vingt-quatre autres pogroms se déroulèrent hors de la zone de Résidence, mais ils furent menés contre des révolutionnaires, juifs ou non.
Durant les pogroms d'octobre 1905, plus de huit cents Juifs furent tués (sans compter ceux qui moururent plus tard des suites de leurs blessures), des milliers sont battus et torturés ; les dégâts matériels furent évalués à plus de soixante-dix millions de roubles ; selon d'autres sources les victimes s'élevèrent à 4 000 tués et 10 000 blessés À Odessa, il y eut plus de trois cents Juifs tués, à Rostov-sur-le-Don, plus de cent cinquante, à Ekaterinoslav 67 ; à Minsk 54, à Simferopol plus de 40 et à Orcha plus de 30.

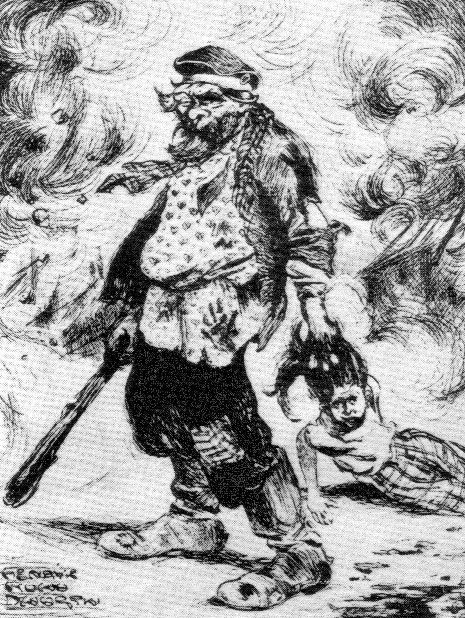
Pogrom de Bialystok, 1905, dessin de Henryk Nowodworski.

En 1906, différents pogroms eurent lieu dans l'empire russe en Biélorussie et en Pologne : en janvier à Gomel ; en juin à Bialystok (environ quatre-vingts tués), en septembre à Siedlce (environ 30 tués). Les soldats et les policiers appelés sur place devinrent les plus zélés à y participer.
En 1907, les pogroms cessèrent.
En 1911, après l'assassinat de Piotr Stolypine par le sioniste Dmitri Bogrov, un grand pogrom eut lieu à Kiev, qui fut étouffé grâce à l'action décidée des forces de l'ordre avec à leur tête le gouverneur général Fiodor Triepov et le successeur de Stolypine, Vladimir Nikolaïevitch Kokovtsov.

## Responsabilités des autorités dans les pogroms d'avant la Première guerre mondiale
Selon les historiens,,,, les pogroms qui eurent lieu de 1880 à la révolution de 1917, ont été soutenus par le pouvoir et sa police plutôt que simplement ignorés par eux. La politique de complaisance du pouvoir s'accompagnait de la rumeur selon laquelle il existait une volonté du gouvernement de tuer les Juifs,,. C'est pour cette raison que l'historien Guennadi Kostyrtchenko remarque que le gouvernement n'a pas organisé les pogroms, mais que « prenant des dispositions anti-juives, favorisant les organisations et les dispositions fort libérales à l'égard des organisateurs de pogroms » — tout cela « créa une atmosphère dans laquelle les pogroms pouvaient prendre un caractère de mouvement de masse ». Une opinion analogue est exposée dans l'« Encyclopædia Britannica ». À la même époque, le professeur de la faculté de judaïsme et de recherches de l'University College de Londres, John Klier, dans son ouvrage Les Russes, les Juifs et les pogroms 1881—1882 écrit : « les recherches actuelles ont répandu le mythe suivant lequel les pouvoirs russes portent une responsabilité pour l'instigation, l'admission et l'approbation des pogroms ». Il remarquait :
« Les dispositions antisémites du gouvernement de l'empire ont créé les conditions, pour stimuler le transfert des Juifs vers l'opposition, c'est-à-dire soit la révolution soit l'embourgeoisement… Les pogroms anti-juifs, alors qu'ils obscurcissent notre époque, sont considérés par le Tsar comme une expression du soutien populaire à son régime, qui a tourné le gouvernement vers l'expression, fut-elle symbolique, d'une approbation des actions des éléments de droite, utilisant l'antisémitisme comme une plate-forme idéologique. »
Cependant il y eut directement des accusations du côté des députés de la Douma à propos de l'engagement des pouvoirs russes dans l'organisation de pogroms. L'historien A. Mindline, à ce propos, rappelle ces faits, rendus publics, lorsqu'un capitaine gendarme, Michaïl Kommissar, avait utilisé des presses d'imprimeur pour imprimer des tracts incitant à des pogroms dans le bâtiment même du département de police. Un autre officier de police, A. Budogosky, propagea des tracts similaires avec l'approbation tacite de la police.
Cela a permis de condamner le département de la Police tout entier pour le fait que « afin de pousser une partie de la population contre une autre, il s'est ensuivi un massacre de civils ». Le gouvernement, quant à lui, a nié ces accusations, ramenant tout à des actions délictueuses d'individus isolés.
L'historien et politologue Walter Laqueur écrivait que : « La cruauté particulière des pogroms, l'inaction du gouvernement central et l'incitation claire à ceux-ci de la part de nombreux représentants locaux » souleva une tempête de protestation, en Europe de l'Ouest et aux États-Unis.
Les historiens remarquent non seulement la politique antisémite du pouvoir mais aussi le renforcement d'un antisémitisme jadis religieux, mais désormais de plus en plus politique, visant à justifier les pogroms,,. Les traits caractéristiques des pogroms des années 1905—1906, sont la composition hétérogène des participants, la motivation politique, et l'étendue des zones d'habitat juif en forte densité.
L'historien Dina Amanjalova dans sa monographie Des sources des conflits interethniques en Russie (1905—1916) écrit:
« 
L'idéologie politique délibérée de l'antisémitisme s'est établie au cours des pogroms. Le facteur ethnique dans le résultat des émeutes a agi comme suit : en politique, si on a affaire à un Juif - c'est un révolutionnaire, et vice versa, si c'est à un révolutionnaire - c'est un Juif.
 »
C'est l'origine du mythe du judéo-bolchévisme qui connaîtra une grande diffusion dans les troupes tsaristes de la guerre civile russe avant d'être systématisé par le nazisme et finalement recyclé comme « entrisme dans le Parti » par le stalinisme finissant.

## Pogroms durant la Première Guerre mondiale et la guerre civile en Biélorussie, Russie et Ukraine

### Nombre de victimes

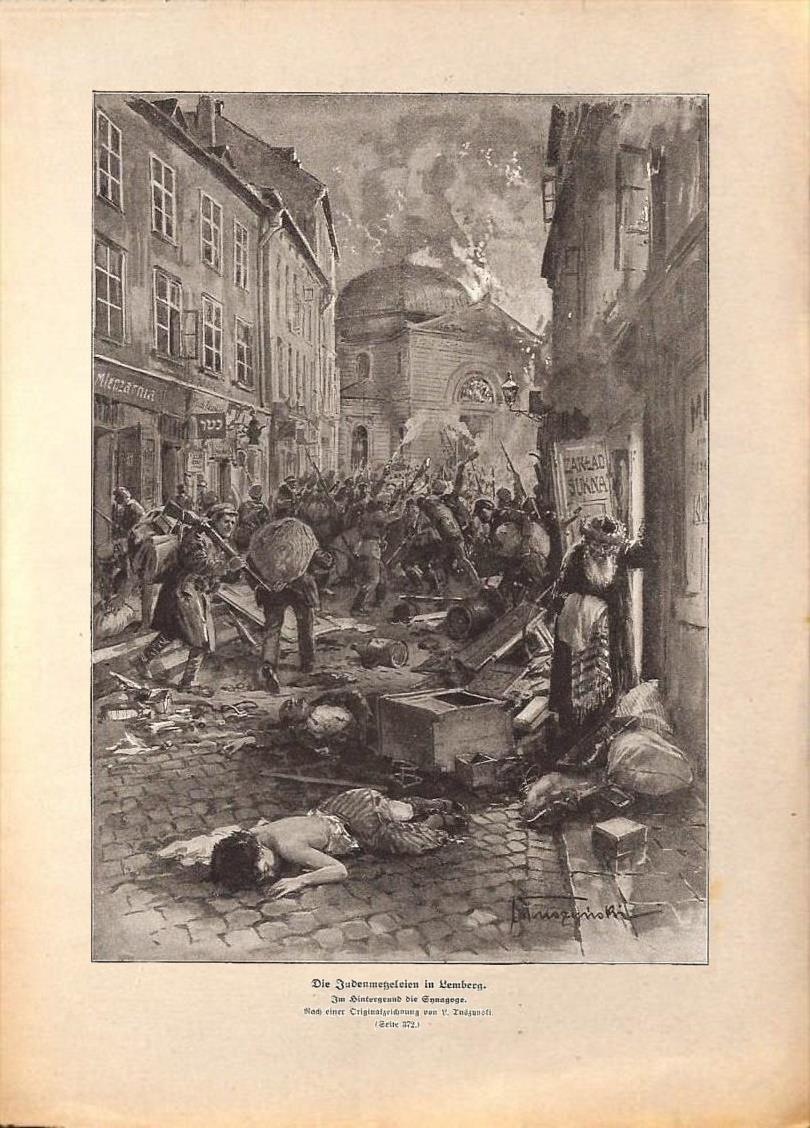
Représentation du pogrom anti-juif mené par les soldats de l'armée impériale russe, le 29 septembre 1914 après la prise de Lviv.

Selon Nicolas Werth, « on estime à 150 000 environ le nombre de victimes juives de pogromes (125 000 en Ukraine, 25 000 en Biélorussie) entre 1918 et 1922. La pire année fut sans conteste 1919. Les pogroms furent commis par les unités armées les plus diverses » : par les Armées blanches, par les troupes de la République populaire ukrainienne, par les détachements des différents « atamans », par les détachements de « Verts » (paysans insurgés), et par certaines unités de l’Armée Rouge,.
Le 7 mai 1916 se produisit un pogrom à Krasnoïarsk,,. En septembre 1917, les soldats revenant du front pillèrent des propriétés juives. Cependant, ces pogroms (la plupart se déroulèrent à Kiev, dans le gouvernement de Volhynie et dans le gouvernement de Podolie), ne s'accompagnèrent pas de tueries,.
Selon l'historien Guennadi Kostyrtchenko, lors de la guerre civile en Russie, des actes anti-juifs se déroulèrent dans 1236 localités, 887 de ses exactions peuvent être qualifiées de pogroms.
L'historien Oleg Boudnitski considère que ces données sont sous-estimées. Selon lui, de 1918 à 1920, rien qu'en Ukraine, plus de 1 500 pogroms se produisirent à 1 300 emplacements différents. Suivant diverses évaluations entre 50 000 et 200 000 Juifs furent tués ou blessés. Environ 200 000 furent blessés ou mutillés. Des milliers de femmes furent violées. Environ 50 000 épouses devinrent veuves, environ 300 000 enfants devinrent orphelins. Selon I.B. Chekhtama, seuls trois cents pogroms soit 17 % du total sont imputables à l'Armée des volontaires.
L'historien britannique Norman Cohn estime le nombre de juifs tués dans les pogroms de 1918 à 1921 à 100 000. Le démographe Sergueï Maksoudov cite des chiffres similaires.
Selon Leonid Smilovitski, rien que durant l'année 1921, en Biélorussie, les pogroms se déroulèrent à 177 endroits différents, ou vivaient 7 316 familles, soit 29 270 personnes. Le nombre des familles victimes s'élève à 1 748, le nombre de morts à 1 700 tués, 150 blessés, 1 250 violées.
Certains auteurs remarquent que, bien que les pogroms fussent menés par toutes les parties prenant part aux différents conflits armés, les actions de ce genre de la part de l'Armée rouge furent impitoyablement réprimées. On alla jusqu'à fusiller des organisateurs de pogroms. Le 27 juillet 1918, en direction de la république de Russie un ordre du conseil des commisssaires du peuple intitulé sur l'éradication de l'antisémitisme est co-signé par son président, Lénine, son chef du service administratif, Bontch-Broueivitch et son secrétaire Gorbounov pour « appeler tous les députés des Soviets à prendre des mesures énergiques pour éradiquer l'antisémitisme (...) mettre hors-la-loi ceux qui participent ou appellent aux pogroms ». Dans les armées blanches, les actions antisémites étaient en partie tolérées, les Juifs étant souvent assimilés aux bolchéviques,. Ilia Tcherikover cite les généraux Mamontov, Schiffner-Markiewicz, Irmanov, Dragomirov et d'autres selon lesquels les pogroms et actes antisémites étaient directement liée aux excès de l'Armée des volontaires, une de premières armées blanches de la guerre civile russe et à la connivence et l'encouragement des autorités.
D'autre part, l'historien Poutchenkov affirme que les pogroms en Ukraine étaient engendrés en premier lieu par l'anarchie qui régnait dans la province à la suite de la guerre civile, et avaient lieu le plus souvent avec l'accord tacite et parfois avec la participation active de la population non-juive locale. Quant à Dimitri Lekhovitch (biographe d'Anton Dénikine), il écrit que le commandement des Armées blanches, composé des généraux Constantin Mamontov, Andreï Chkouro, Anton Dénikine, Alexandre Koutepov, n'ont jamais appelé à des pogroms et que leurs forces armées ont combattu les pogroms, ont puni les émeutiers et assuré la protection de tous les habitants juifs innocents,.
À la suite de rapports de massacres, Anton Dénikine, Abraham Dragomirov, Vladimir Maï-Maïevski, Fiodor Bredow et d'autres commandants des Armées blanches, de peur d'émeutes dues à la réduction de la discipline dans les forces armées, et des réactions de pays étrangers dont ils avaient reçu de l'aide, publièrent de nombreux ordres qui imposaient les sanctions les plus sévères contre les émeutiers, y compris la peine de mort.
Mais beaucoup de ces ordres ne furent pas exécutés du fait qu'il s'agissait de petits délinquants et des conséquences possibles de ces mesures sur la discipline parmi les troupes : le maintien à la fois d'une politique répressive contre les pogroms et en même temps d'une politique générale de discipline de la troupe était incompatible.
Ainsi, par exemple, en alla-t-il d'une ordonnance générale condamnant les massacres du 23 janvier 1920, alors que les Armées blanches avaient déjà pratiquement perdu la guerre dès la fin de l'année 1919.
Comme l'écrit le Dr Aron Schneier, la vie elle-même a forcé les Juifs à : « chercher la protection de ce pouvoir [communiste] et de soutenir ce pouvoir et ce parti, qui avait déclaré officiellement l'antisémitisme et les organisateurs de pogroms hors la loi. ».
L'historien Poutchenkov fait remarquer que beaucoup de ses contemporains chercheurs ont expliqué que la haine particulière à l'encontre des Juifs, pendant la guerre civile, est due à la croyance que les Juifs étaient des participants actifs de la Terreur rouge (Russie).

### Pogroms en Ukraine en 1919

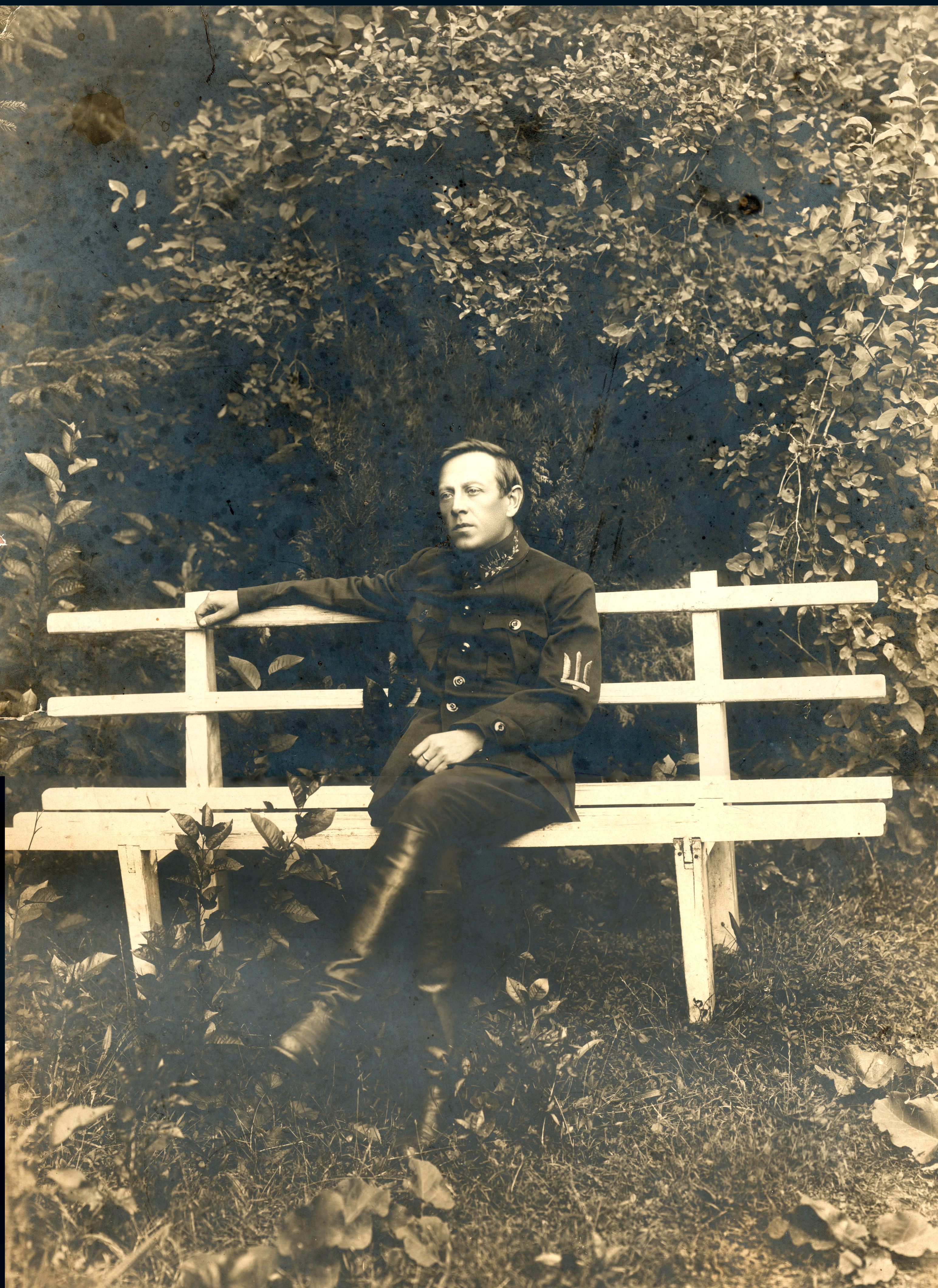
S.Petlioura.

Simon Petlioura, 3e président de la République populaire d'Ukraine fut assassiné à Paris en mai 1926 par Samuel Schwartzbard, un anarchiste juif natif de Bessarabie qui voulait venger les pogroms commis durant la guerre civile des années 1918-1920, en Ukraine, dont il imputait la responsabilité à Peltioura. L'assassin fut acquitté par un jury populaire en cour d'assises en France en 1927. Une vive controverse sur le rôle de Petlioura s'éleva relativement à sa responsabilité dans ses pogroms.
Rien n'atteste aujourd'hui, selon Mykola Riabtchouk, des tendances antisémites chez Simon Petlioura.
Son appel « contre les pogroms », du 12 octobre 1919, peut être cité à ce propos, dans lequel il proclamait : « Les Bolchéviks veulent, par la provocation à laquelle ils consacrent de grosses sommes, nous diviser de l'intérieur, en soudoyant des éléments criminels qui excitent nos Cosaques à divers scandales et à des pogroms contre la population juive innocente, et ils veulent ainsi imprimer la marque du pogromiste sur le front des chevaliers qui apportent la liberté à tous les peuples sur le territoire de l'Ukraine. »
Vladimir Jabotinsky, l'un des principaux idéologues du sionisme, affirma dans le journal new-yorkais The Jewish Morning journal : « Ni Petlioura... ni le reste des principaux membres de ce gouvernement ukrainien n'ont jamais été des « pogromistes »... je connais bien ce type d'intellectuel nationaliste ukrainien à conception socialiste. On ne convaincra ni moi-même, ni le reste des sionistes pensants du sud de la Russie que des gens de ce type puissent être considérés comme des antisémites. »
L'historien polonais Andrzej Stanisław Kowalczyk, considère le fait que Petlioura n'ait été ni « pogromiste » ni « antisémite » comme un point de départ, plutôt que comme un fait à démontrer.
Kowalczyk fait commencer cette « histoire de la haine » à l'échec de la Rzeczpospolita et considère la catastrophe des Juifs d'Europe orientale comme le résultat de cet échec.
« Dans la Rzeczpospolita, les Juifs étaient chez eux, car ils jouissaient de l'autonomie et la société les reconnaissait. Les plus distingués d'entre eux obtenaient une situation et de l'influence… Les partages de la Pologne mirent un terme à ceci. Dans l'empire russe, les Juifs ne pouvaient librement choisir le lieu de leur résidence… Hors de la zone qui leur était assignée, ils violaient la loi du simple fait de leur existence… En Russie, les Juifs avaient peur. En soi, comme toujours et partout, on les méprisait, mais quelque part, au fond de l'âme, ils provoquaient la peur.

Dans ce monde fermé et autosuffisant, les étrangers étaient perçus comme une menace pour toute la structure - d'autant plus que les Juifs étaient le seul peuple de l'empire que l'armée russe n'ait pas vaincu et dont elle n'ait pas soumis le territoire… Ils étaient arrivés directement de l'Ancien Testament. Ils incarnaient un élément d'irrationalité. Par leur existence même, ils provoquaient la peur et le sentiment d'incertitude,. »
Kowalczyk remarque que la xénophobie n'est pas une invention spécifiquement russe. Elle appartient aux instincts humains fondamentaux que ne réfrène qu'un mince vernis de civilisation. Quant à la « personnification » de ces instincts sous forme d'antisémitisme elle n'est pas non plus spécifiquement russe. Le peuple d'Israël est persécuté dans toute l'Europe.
L'antisémitisme n'est pas, en tant qu'idéologie, une création des Ukrainiens ou des Polonais, ni même des Russes. La différence entre l'Europe occidentale et orientale réside surtout dans le fait que la seconde a gardé des traits médiévaux beaucoup plus tardivement alors que la première était entrée au XIXe siècle dans l'époque moderne, oubliant cette époque peu attrayante de la barbarie. Par ailleurs, un des traits de cette barbarie était véritablement unique en Europe de l'Est : les Russes interdisaient à leurs sujets juifs de s'installer dans le centre du pays leur assignant une zone de Résidence. Ils enfermaient ainsi les Juifs dans un gigantesque ghetto.
Un des autres facteurs qui contribua, notamment, aux catastrophes des années 1918-1920, fut certainement, selon Kowalczyk, le caractère polyethnique du ghetto en question. La situation des Juifs était extrêmement ambiguë. Les nobles polonais se comportaient avec une morgue identique à l'égard de tous en ce compris les Juifs. Les Juifs n'étaient pas non plus paysans. Ils géraient, avec talent, des auberges, des moulins, des propriétés affermées. La noblesse ne pouvait se passer d'eux et c'étaient donc les Juifs qui intervenaient dans les ordres à donner pour gérer les propriétés. Plus proches que les seigneurs du petit peuple, ils devenaient plus vite plus haïssables.

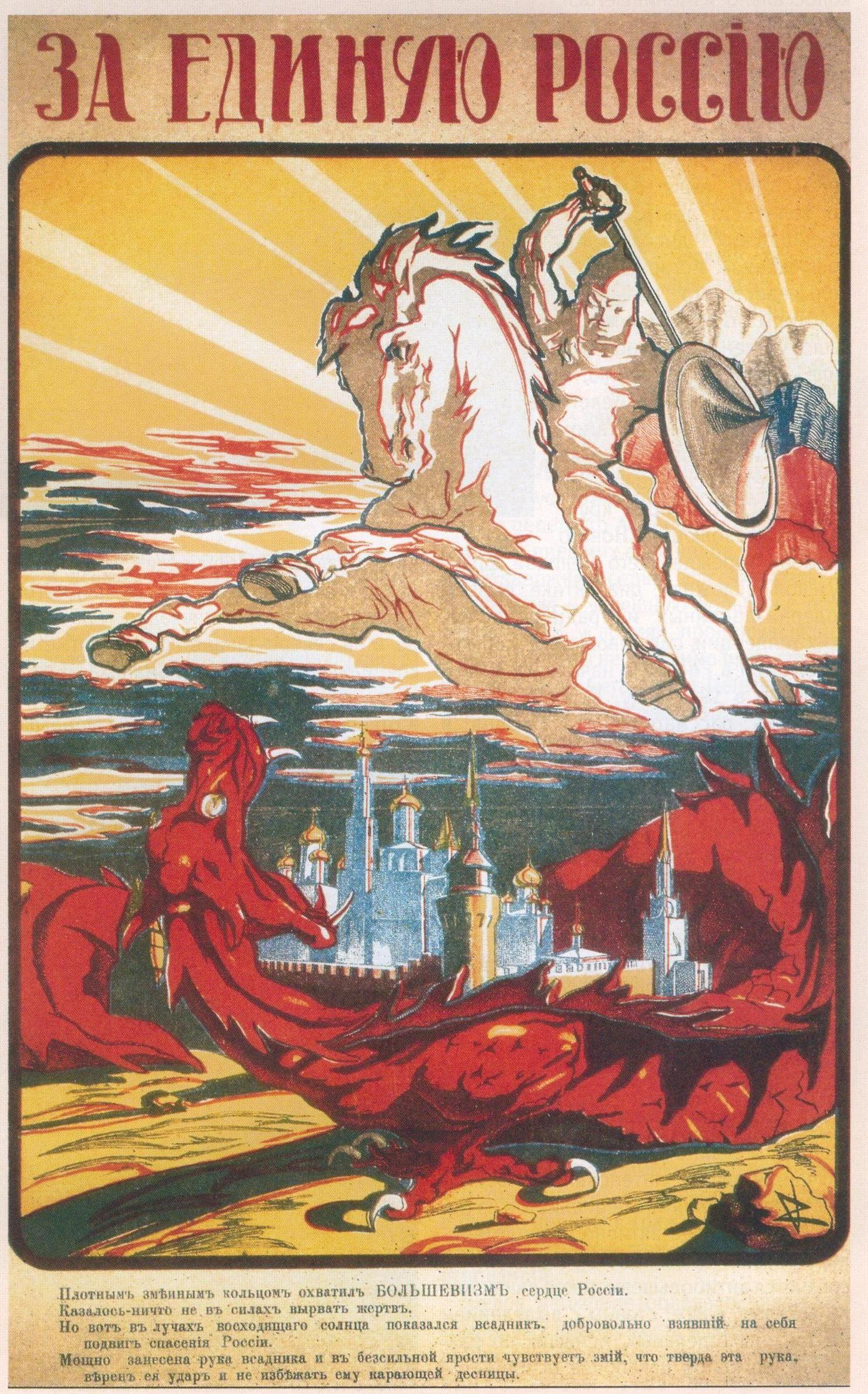
Propagande pour l'Armée blanche.

Analysant la situation en Ukraine durant les années 1918-1920, Andrzej Kowalczyk cherche parmi les protagonistes des luttes politiques en Ukraine au début de la guerre civile des responsables possibles des pogroms. Selon lui seuls les Gardes Blancs de Anton Dénikine étaient des antisémites conséquents, par principe et au sens idéologique. Les bolchéviks menaient leur lutte des classes, ce qui n'excluait pas et même prévoyait le pillage (éventuellement le meurtre) de Juifs aisés. Quant aux petliouristes qui luttaient contre l'empire ils ne contrôlaient en fait aucun territoire. Le territoire cosaque était en grande partie mis en coupe réglée en 1919 par des bandes se réclamant de différentes idéologies. Dans la situation chaotique qui régnait, seul un pouvoir fort et efficace aurait pu arrêter les pogroms. Or Petlioura ne disposait pas d'un tel pouvoir.
Vladimir Jabotinsky, dans son article du journal new-yorkais The Jewish Morning journal qui suivit le procès innocentant judiciairement l'assassin de Petlioura poursuit : « La cause des pogroms ne réside pas dans l'antisémitisme subjectif des personnes mais dans l'« antisémitisme » objectif des circonstances ». Ces circonstances jouaient non seulement contre les Juifs, mais aussi contre les Ukrainiens. Il était impossible de se libérer subitement de la méfiance réciproque formée durant des siècles :« habituée à vivre sa vie propre, surtout en province, la société juive était en général hostile aux aspirations indépendantistes des Ukrainiens. Les Juifs dans leur majorité ne cachaient pas qu'ils désiraient être des citoyens de la Russie multinationale et non de l'Ukraine indépendante que leur proposait Petliora »,. Et les Ukrainiens, de leur côté, ne pouvaient s'empêcher de rappeler à toute occasion la tendance des Juifs au bolchévisme et leur rôle notable dans la Tcheka.
Andrzej Stanisław Kowalczyk poursuit: « Les coupables des pogroms étaient des dizaines de milliers : des Russes, des Cosaques du Kouban et du Don, des Ukrainiens, des Polonais qui se battaient contre les bolcheviks, des Moldaves, et même des Tziganes ; des paysans et des insurgés, des soldats et des officiers de toutes les armées ». Pourtant c'est Petlioura qui fut considéré comme responsable de tout. D'abord pour son assassin Samuel Schwartzbard, puis pour l'opinion publique mondiale. Il devint celui dont on peut charger la conscience des massacres des pogroms de Kichinev (Chișinău) et d'Odessa,de Sedeltsi et du pogrom de Bialystok, de Moguilev et de Kherson, qui peut répondre du procès de Mendel Beilis à Kiev en 1913. Ce responsable devait être suffisamment connu du monde pour que l'accusation ne tombe pas dans le vide, et en même temps suffisamment faible pour pouvoir être facilement piétiné.
Simon Petlioura, homme de lettres et politicien faible a personnalisé, selon Andrzej Stanisław Kowalczyk, et pour longtemps, les pires traits de l'antisémitisme du nationalisme ukrainien».
Cette conception du rôle de Petlioura et surtout de ses partisans n'est pas partagée par tous les historiens russes. Suivant les données présentées par Guennadi Kostyrtchenko : à l'époque de la Guerre civile russe se produisirent 1 236 actions antisémites, parmi lesquelles 887 peuvent être considérées comme des pogroms, des actions s'accompagnant de violence exercée par un grand nombre de gens. Parmi celles-ci 493 actions (40 %) imputables aux petliouristes, 307 (25 %) aux Armées vertes, 213 (17 %) aux Armées blanches, 106 (8,5 %) à une partie de l'Armée rouge,.

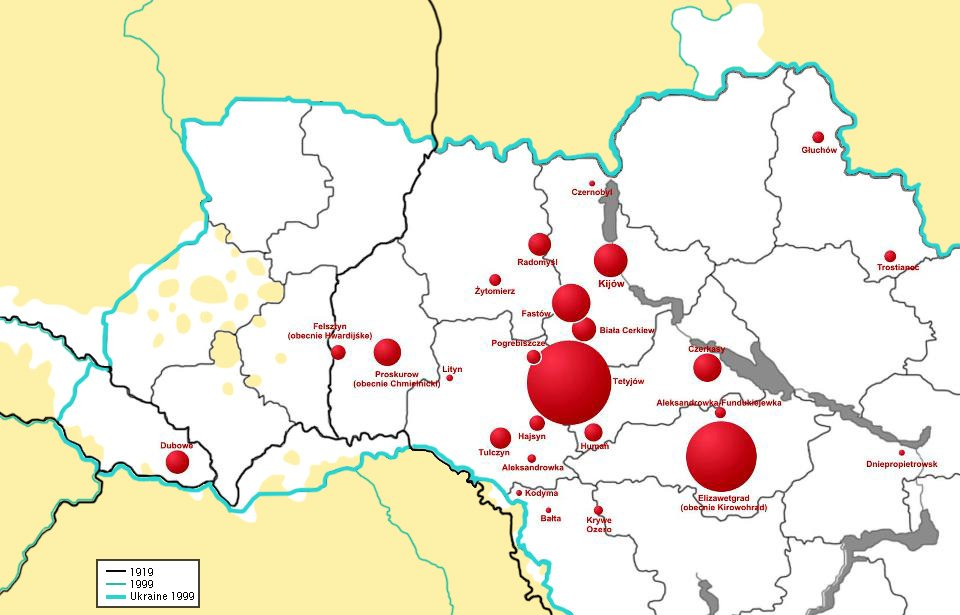
Pogroms de 1918-1920 en fonction du nombre de victimes en Ukraine en 1919.

Par ailleurs il faut préciser que les frontières de la République populaire d'Ukraine correspondaient à des tracés qui la réduisaient à la partie occidentale de l'Ukraine actuelle, soit moins de la moitié de l'ensemble de l'Ukraine telle qu'elle exista par la suite sous l'URSS. Les parties centrales et orientales bien qu'elles fussent revendiquées par cette République populaire n'étaient donc pas sous son contrôle.
La lecture d'extraits de rapports de l'époque écrits directement après les évènements permet de comprendre l'écart existant entre les actions antisémites des troupes de Petlioura et la personnalité de celui-ci face au comportement de ses troupes.
«  L'arrivée de Petlioura en personne dans la ville (de Fastov)
se fit sans évènement particulier. Il faut dire qu'entre les officiers de l'armée de Galicie, parmi lesquels il y avait beaucoup de Juifs, et les Juifs de la ville s'établirent des relations bienveillantes. Les troupes de Galicie disposaient d'un bataillon d'attaque composé exclusivement de Juifs. Celui-ci avait pour but, lors de la prise d'une ville par les troupes, de prévenir les violences contre les Juifs dans les nouvelles localités occupées... »
 Extrait du rapport de représentant du Comité d'aide aux victimes du pogrom de Fastov, sur les pogroms perpétrés dans la ville de Fastov, province de Kiev, en janvier-août 1919, pour le comité de rédaction

### L'ombre de la Shoah
Les pogroms des guerres civiles russes constituent la troisième vague de pogroms dans l'histoire de la Russie moderne. Toutefois leur ampleur sans précédent les distinguent radicalement des pogroms précédents. Nicolas Werth pose la question à ce sujet de
savoir si le qualificatif pogrom est encore adéquat pour désigner ces évènements.
Entre les pogroms « traditionnels » perpétrés en temps de paix, encouragés parfois par les autorités locales, et les massacres massifs et systématiques mis en œuvre pendant une guerre civile et perpétrés par des unités armées convaincues d'exterminer des ennemis, un seuil qualitatif de violence est franchi. Le caractère brutal de cette guerre civile russe, l'extrême violence qui la singularise, fait parfois perdre de vue, selon Nicolas Werth, que seuls les Juifs furent massacrés parce qu'ils étaient juifs. L'antisémitisme n'était pas la doctrine officielle du mouvement blanc ou d'autres mouvements combattant le bolchévisme, mais ces guerres firent le lit du mythe du judéo-bolchévisme associant le mot Juif au mot bolchevik et rendant les massacres de Juifs de simples « habitudes », des « réflexes ».
Dès lors, avec d'autres historiens, N. Werth se pose la question de savoir si les crimes de guerre antisémites commis en 1918-1921 dans les mêmes lieux (Ukraine et Biélorussie) que le génocide des années 1939-1945 ne constituent pas le « chaînon manquant » longtemps oublié, qui relie l'antijudaïsme traditionnel à la Shoah.

### Intérêt des historiens pour les pogroms
Les pogroms des guerres civiles russes ont été longtemps un évènement peu étudié eu égard à l'ampleur des massacres, les plus grands avant la Shoah. Trois raisons peuvent expliquer ce désintérêt relatif : l'accès difficile aux sources pendant l'existence de l'URSS et de la guerre froide ; la dilution des pogroms dans un tumulte immense de temps de troubles ; l'ombre immense portée par la Shoah qui a suivi ces évènements quelques décennies plus tard. Les travaux d'époque d'Ilia Tcherikover, l'intérêt qui leur est porté, les recherches actuelles des historiens parmi lesquels Oleg Boudnitski, Guennadi Kostyrtchenko, Leonid Smilovitski, Nicolas Werth et d'autres encore, témoignent à la fois de la valeur des sources historiques ancienne et du regain d'intérêt apparu depuis quelques années.

## Après la guerre civile
Après la fin de la guerre civile, les pogroms disparurent pratiquement entièrement. L'historien Jacob Basin rappelle le pogrom contre les magasins juifs de Moguilev en 1928, provoqués à la suite de la rumeur de l'exemption de service militaire des Juifs dans l'Armée rouge. La révolution a fait disparaître la Zone de Résidence et les Juifs purent également circuler plus librement.
Durant la Seconde Guerre mondiale, des pogroms furent organisés par les nazis et leurs collaborateurs dans les territoires occupés de l'URSS.
En 1944-1945, lors de la libération de l'Ukraine de l'occupation allemande, se produisirent une série de pogroms. Les pires moments de cette vague se déroulèrent lors du pogrom de Kiev, le 7 septembre 1945, quand environ cent Juifs furent sauvagement battus, trente-sept furent ensuite hospitalisés et cinq décédèrent des suites de leurs blessures.
Par la suite, ni en URSS, ni dans la fédération de Russie après la dislocation de l'URSS, aucun pogrom ne fut à déplorer.